# Tremosine
Tremosine (lombardul: Tremùzen) község (közigazgatási egység) az észak-olaszországi Lombardiában Brescia megye területén.